# Bonriki
Bonriki är en del av en ö i Kiribati.   Den ligger i örådet Tarawa och ögruppen Gilbertöarna, i den östra delen av landet, 20 km öster om huvudstaden Tarawa.